# Johan Michael Fant
Johan Michael Fant, född 14 oktober 1735 i Alfta socken, i Gävleborgs län, död 27 februari 1813 i Leksands socken, var en svensk präst och riksdagsman.

## Biografi
Johan Michael Fant var son till kontraktsprosten och kyrkoherden i Alfta socken Michael Fant den äldre och halvbror till Michael Fant den yngre.

### Präst
Fant avlade studentexamen i Uppsala 1751 och promoverades till filosofie magister 1758. Sedan han 1760 blivit prästvigd, kallades han samma år till huspredikant hos dåvarande presidenten i Kommerskollegium friherre Carl Rudenschöld. Han tjänstgjorde 1766 som ambassadpredikant vid den beskickning, som i Köpenhamn avhämtade kronprinsens brud, blev 1768 ordinarie hovpredikant och förste pastor vid Livdrabantkåren. År 1772 utnämndes han till teologie doktor och domprost i Västerås och kallades 1796 nära nog enhälligt till kyrkoherde i Leksands församling. År 1802 utnämndes han till prost.

### Riksdagsman
Som fullmäktig för Västerås stifts prästerskap deltog Fant i de fem riksdagarna 1778–1800 och var tre gånger medlem av hemliga utskottet. Han ansågs vara en av sin tids främsta andliga talare och utgjorde i det avseendet ett föredöme för de unga i prästeståndet. Till deras tjänst utgav han (1783) Anvisning att predika, som var en översättning och bearbetning av Christian Bastholms Den geistlige Talekunst. Förutom predikningar och tal utgav han även 1799 Salighetens ordning, till de enfaldiges tjenst som utkom i flera nya upplagor. 

### Poet
I yngre år skrev han även poesi, varav en del publicerades i Öfningar af sälskapet Vitterlek (1760—1763) samt i Vitterhets-nöjen, som utgavs av sällskapet Utile Dulci 1769—1781.